# Henryk Seeger
Henryk Seeger (* 19. September 1981 in Berlin) ist ein deutscher Unternehmer und Social Entrepreneur. Er ist Gründer und Geschäftsführer des Immobilienunternehmens GNIW und war Mitgründer der gemeinnützigen Stiftung Deutschland Rundet Auf und des sozialen Start-ups GoVolunteer.

## Leben
Henryk Seeger studierte von 2002 bis 2008 Wirtschaftswissenschaften, zuerst an der Freien Universität Berlin später an der FH OOW in Emden und schloss als Diplom-Kaufmann ab. Anschließend erwarb er einen Bachelor of Business Administration (BBA) an der Northwood University im US-Bundesstaat Michigan. 2019 wurde er an der Polytechnischen Universität Bukarest promoviert (Ph.D.). Seeger ist der Neffe des Schauspielers und Theaterregisseurs Achim Benning.

## Unternehmen
2018 gründete Seeger die GNIW Gesellschaft für Nachhaltige Immobilienwirtschaft mbH in Berlin. Das Geschäftsmodell basiert auf dem sogenannten Rückmietverkauf (englisch: Sale-Lease-Back). Dabei verkaufen Immobilieneigentümer ihr Haus oder ihre Wohnung und mieten sie im Gegenzug zurück, wobei ihnen ein lebenslanges Mietrecht eingeräumt wird. Das Modell ist auf Senioren ausgerichtet, die ihr in der Immobilie gebundenes Vermögen nutzen wollen, ohne ausziehen zu müssen. Die GNIW arbeitet mit Finanzinstituten und Immobilienmaklern zusammen. 2022 sollen Immobilien mit einem Marktwert von bis zu 100 Millionen Euro gekauft werden.

## Soziales Engagement
Seeger hat 2009 die Stiftung Deutschland Rundet Auf mitgegründet, bei der Kunden im Einzelhandel ihren Rechnungsbetrag ab 2012 um bis zu zehn Cents aufrunden können. Die auf diese Weise entstehenden Erlöse fließen bevorzugt in soziale Projekte, die benachteiligten Kindern mehr gesellschaftliche Teilhabe ermöglichen. Seeger war auch Mitgründer des sozialen Start-ups GoVolunteer. Die Online-Community vermittelt seit 2015 ehrenamtliche Helfer an gemeinnützige Projekte und Organisationen. Schwerpunkte sind die Integration Geflüchteter und Migranten in die Gesellschaft und der Naturschutz.

## Privates
Henryk Seeger spielt in seiner Freizeit Tennis. 2008 war er im Mannschaftskader des Clubs TC 1899 Blau-Weiss Berlin in der 2. Bundesliga der Herren aufgestellt. Zuletzt erreichte er im Juni 2018 Rang 25 im ITF Singles Ranking in der Altersklasse ab 35 Jahren.